# Otto Jäger
Otto Jäger (Aš, 6 aprile 1890 – Italia, 19 agosto 1917) è stato un aviatore austro-ungarico.
Otto Jäger fu un efficace pilota militare dell'Impero austro-ungarico. Con 7 comprovate vittorie aeree, è diventato un Asso dell'aviazione.

## Biografia e prima guerra mondiale
Otto Jäger è nato il 6 aprile 1890 nel villaggio di Aš da una famiglia della Boemia meridionale dei Tedeschi dei Sudeti. Dopo essersi diplomato, ha completato il servizio militare dal 1909, terminando in un battaglione della riserva. Quando scoppiò la prima guerra mondiale, fu inviato al fronte russo con il 67º reggimento di fanteria. Il 30 agosto 1914 fu ferito nella battaglia di Komarovo. Il 1º novembre è stato promosso a tenente. Il 21 marzo ed il 17 maggio 1915 fu di nuovo ferito ed i suoi polmoni si gonfiarono. Dopo essere stato ricoverato, fu trasferito nell'entroterra, prestò servizio come ufficiale di addestramento e nell'autunno del 1915 Jäger fece domanda nella Kaiserliche und Königliche Luftfahrtruppen. Nel 1916 completò il corso di osservazione in primavera e fu assegnato nella Flik 10 combattendo nel fronte russo. Il 5 maggio 1915 volando sull'Albatros B.I, con il pilota Karl Urban, colpì un bombardiere russo Sikorsky Ilya Muromets nel distretto di Koryto. Il 3 giugno, costringe ad atterrare un bombardiere Farman con il suo esploratore. Quattro giorni dopo, Jäger ed Urban hanno abbattuto insieme due Farman a Klevany nel Distretto di Rivne. Il 1º agosto è stato promosso tenente della riserva ed il giorno successivo volando sull'Hansa-Brandenburg C.I ha colpito un altro Farman, ottenendo la quinta vittoria aerea diventando un Asso dell'aviazione.
Nel settembre del 1916, fece domanda per il corso da pilota, completato a dicembre. Nel marzo 1917 fu reindirizzato al fronte italiano, alla Flik 17. Il 2 maggio, a causa dell'elica rotante, entrambe le gambe di Jäger vengone rotte ed è ricoverato in ospedale per due mesi. A luglio è stato rimandato sul fronte russo il giorno 3 nella Flik 27. Il 20 luglio, nella zona di Vibudiv, con l'Albatros D.III ha colpito un tipo sconosciuto di aereo russo. Agli inizi di agosto fu di nuovo condotto al fronte italiano, nella Flik 42J da caccia. Il 19 agosto 1917 colpisce un Nieuport a due posti vicino al Monte Ermada, ma subito dopo l'Albatros di Jäger si ruppe e precipitò.